# Epistola lui Pavel către Tit
Epistola lui Pavel către Tit este ultima din cele trei epistole pastorale din Noul Testament. E scrisă ca adresată de Pavel lui Tit, colaborator al său în misiune și la momentul scrierii însărcinat cu organizarea bisericilor creștine din Creta. Majoritatea criticilor moderni o consideră inautentică (pseudonimă sau pseudepigrafă).